# Walentina Michailowna Leontjewa

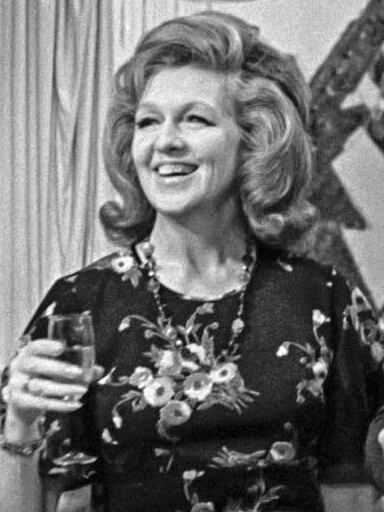
1975

Walentina Michailowna Leontjewa (russisch Валентина Михайловна Леонтьева; * 1. August 1923 in Petrograd, UdSSR; † 20. Mai 2007 in Nowosjolki, Oblast Uljanowsk, Russland) war eine der ersten Fernsehmoderatorinnen der UdSSR.

## Leben und Wirken
Seit 1954 war Walentina Leontjewa als Moderatorin beim Sowjetischen Fernsehen tätig, vor allem von Kindersendungen, z. B. W gostjach u skaski (Beim Märchen zu Gast). Durch diese Sendung wurde sie allgemein als Tante Walja bekannt (russisch Тётя Валя). Ihre steigende Berühmtheit führte dazu, dass sie 1975 mit dem Staatspreis der UdSSR und 1982 mit dem Titel Volkskünstler der UdSSR ausgezeichnet wurde. Sie ist bis heute die einzige Fernsehmoderatorin, die mit diesem Preis ausgezeichnet wurde. Sie arbeitete bis zu ihrem Eintritt in den Ruhestand 1991 beim Ersten Programm des Sowjetischen Fernsehens. Zuletzt lebte sie zusammen mit ihrer Schwester in einem Altersheim in der Oblast Uljanowsk.